# 勝股康行
勝股 康行（かつまた　やすゆき、1932年（昭和7年）12月28日 - ）は、日本の銀行家。元七十七銀行頭取・会長。2004年（平成16年）旭日中綬章受章。

## 来歴・人物
千葉県八日市場市（現：匝瑳市）出身。
日銀勤務を経て、七十七銀入行。頭取、会長を歴任。2005年（平成17年）には、相談役に退いた。また、仙台経済同友会代表幹事も歴任した。

## 略歴
- 1955年（昭和30年） - 東北大学経済学部卒業後、日本銀行入行。
  - 以降、長崎支店長、考査役、人事局次長等を歴任する[2]。
- 1983年（昭和58年） - 国庫局長。
- 1985年（昭和60年） - 文書局長。
- 1987年（昭和62年） - 七十七銀行入行。専務取締役。
- 1991年（平成3年） - 同副頭取。
- 1996年（平成8年） - 同頭取。
- 2001年（平成13年） - 同会長。
- 2005年（平成17年） - 同相談役。